# Jan Krásl
Johan Josef „Jan” Krásl (Chlumec nad Cidlinou, 1899. augusztus 10. – Prága, 1980. március 17.) csehszlovák olimpikon, Európa-bajnoki ezüstérmes jégkorongozó.

## Életpályája
Részt vett az 1924-es téli olimpián. Először kanadai válogatottól megsemmisítő 30–0-s vereséget szenvedtek el, majd a svéd válogatottól 9–3-ra kaptak ki, csak a svájci válogatottat tudták legyőzni 11–2-re. Így harmadikok lettek a csoportban és nem jutottak tovább és végül az ötödik helyen végeztek.
Az 1928. évi téli olimpiai játékokra visszatért a jégkorongtornára. A csehszlovákok a B csoportba kerültek. Az első mérkőzésen a svédektől kikaptak 3–0-ra, majd a lengyeleket verték 3–2-ra. A csoportban a másodikok lettek és nem jutottak tovább. Összesítésben a 8. helyen végeztek.
Az 1926-os jégkorong-Európa-bajnokságon ezüstérmes lett. Az 1927-es jégkorong-Európa-bajnokságon nem szerzett érmet.